# Kapsy plné dynamitu
Kapsy plné dynamitu (v italském originále Giù la testa) je film režiséra Sergia Leoneho z roku 1971 s Rodem Steigerem, Jamesem Coburnem a Romolem Vallim v hlavních rolích. Jedná se o druhý film takzvané americké trilogie, v jejímž rámci mu předcházel film Tenkrát na Západě (1968) a po něm následovalo Tenkrát v Americe (1984).
Děj filmu se odehrává v Mexiku v roce 1913 během revoluce a zobrazuje i reálné historické osobnosti Francisca Indalecia Madera, Pancho Villu, Emiliana Zapatu a Victoriana Huertu. Události se odehrávají v období po zavraždění Madera Huertou, během partyzánské války vedené Villou a Zapatou s cílem zabít nového diktátora.

## Obsah filmu
V roce 1913 v okolí Mesa Verde (imaginární mexické město) Juan Miranda, mexický peon, který vede skupinu banditů složenou ze svého starého otce, šesti dětí a dalších členů rodiny, jede v dostavníku, který právě ukradl, když skupinu překvapí hukot výbuchů: z výparů a prachu se vynoří motocyklista John Mallory (irsky Sean; viz opakující se leitmotiv v soundtracku), zkušený atentátník a bývalý revolucionář z Irské republikánské armády. Miranda v něm a v jeho schopnosti používat výbušniny okamžitě vidí dokonalý prostředek, jak proniknout do sklepení bohaté banky v Mesa Verde, která je jeho snem už od dětství. Juan navrhne, aby banku přepadli společně, ale John to odmítne, protože přišel pracovat pro Aschenbacha, majitele nedalekého dolu. Aby přesvědčil Johna, že se má k němu přidat, vymyslí Juan lest a přiměje Johna, aby omylem zabil Aschenbacha a vojenského kapitána, zatímco jsou oba v kostele, který je vyhozen do povětří. V tu chvíli se zdá, že John ustoupil Juanovým požadavkům a vydává se s ním na cestu, ale při první vhodné příležitosti zmizí.
Juan a jeho synové cestují do Mesa Verde. Ve vlaku se setkávají s podivnou postavou, která banditovi pomáhá zlikvidovat dva policisty, kteří ho poznali: je to doktor Villega, vůdce malé skupiny revolucionářů v Mesa Verde. Když Juan dorazí do města, vidí první známky hluboké změny, kterou město prošlo: slavná banka už nezáří zlatem a na každém místě jsou malé hrstky vojáků, kteří pochodují nebo střílejí revolucionáře; na všech zdech lze číst plakáty guvernéra Jaimeho: "El Sr. Gobernador ama al pueblo. El pueblo ama al Sr. Gobernador" (Pan guvernér miluje lid. Lid miluje pana guvernéra). V baru před bankou najde Juan Johna, který na něj čeká, aby ho odvedl na schůzku revolucionářů, kde Villega mužům vysvětlí cíl jejich další mise: provést několik útoků po celé zemi, aby Pancho Villa a Emiliano Zapata mohli uskutečnit svůj plán. John pověří Juana vyloupením banky. Nadšený Juan se aktivně zapojí, jen aby zjistil, že v bankovních trezorech už nejsou poklady; ale jedná se nyní o dočasné vězení politických vězňů. Poté, co je náhodou osvobodí, se bandita stane hrdinou revoluce a dav ho oslavuje.
Juan se spolu se všemi revolucionáři přesune do tábora daleko od města, kde se povstalecké jednotky připravují na boj proti jednotkám diktátora Victoriana Huerty. Ačkoli rozkaz byl ustoupit do nedalekých jeskyní, John se rozhodne utábořit na vyvýšenině na dohled od mostu, aby zlikvidoval vojáky plukovníka Günthera Rezy, kteří tudy měli procházet. Jediný, kdo s ním zůstává, je Juan, který se domníval, že se John pouze snažil získat záminku pro útěk, ale jakmile zjistí, že jeho úmysly jsou vážné, rozhodne se z hrdosti zůstat s ním. Oba dva umístí dva těžké kulomety na vrchol kopce a podaří se jim zahájit velmi silný protiútok na plukovníkovy jednotky; útok díky výbuchu mostu způsobenému Johnem nepřátelské jednotky zcela vyřadí. Po návratu do jeskyní však zjistí, že všichni ostatní povstalci zahynuli při přepadení, a když Juan vidí mrtvoly vlastních synů, rozhodne se postavit Huertovým vojákům tváří v tvář a skončí v zajetí.
Poté, co zachrání Juana před popravou a zjistí, že doktor Villega zradil své druhy (poté, co byl mučen), se John nakonec rozhodne všeho nechat a uchýlí se k Mirandovi do dobytčího vagonu jedoucího do Spojených států. Zdá se však, že je revoluce pronásleduje všude, a po ozbrojených střetech na nádraží se do jejich vagonu uchýlí guvernér Jaime, který je ve vlaku také přítomen. Guvernér se je snaží přesvědčit, aby ho nechali odjet výměnou za pytel plný peněz a šperků. John hodí Juanovi pistoli a nechá ne něm, ať se rozhodne, zda Jaimeho zabije. Miranda, zaslepený touhou po pomstě, guvernéra zastřelí a při výstupu z vlaku je opět povzbuzován davem.
Ve vlaku, který je nyní v rukou revolucionářů, se Juan a John setkávají s několika vůdci a Villegou. Spolu s nimi přemýšlejí, co dělat dál, protože se k nim po stejné trati blíží tisíc vojáků a Günther Reza. John nabídne, že připraví protiútok. Odpojí lokomotivu od ostatních vagonů a naplní ji výbušninami. Poté s ní narazí do Rezova vlaku a způsobí nepřátelským silám obrovské škody. Aby mohl plán uskutečnit, požádá o spolupráci právě Villegu, kterému dá jasně najevo, že si je vědom jeho zrady. Na tomto místě se prostřednictvím řady flashbacků ukazuje, jak měl John v době, kdy byl ještě členem IRA, přítele Nolana, s nímž dělal revoluci a s nímž dokonce sdílel stejnou ženu, ale který byl zajat a při mučení sám Johna zradil a pomohl jej vojákům identifikovat. Johnovi se podařilo vojáky zabít dřív, než ho chytili, ale přemožený nenávistí zabil i Nolana, což byl jediný případ, kdy, jak říká Villegovi, odsoudil jiného člověka, a proto to už neudělá. Když se chystá skočit, aby si zachránil život před nárazem, Villega lituje, že zradil své druhy, a rozhodne se zůstat na lokomotivě a zemřít.
John, který se znovu setkává s revolucionáři, je během přestřelky s přeživšími vojáky zastřelen plukovníkem Güntherem Rezou, kterého vzápětí zabije rozzuřený Juan kulometem. Juan pomáhá svému umírajícímu příteli a rozhodne se vyhledat pomoc, ale krátce po odchodu si uvědomí, že si John zapálil cigaretu nikoliv kvůli kouření, ale s úmyslem zapálit dynamit, který má stále u sebe. Juan se stihne otočit a vykřiknout jméno svého přítele, když ho výbuch rozmetá na prach.

## Výroba
Film měl původně režírovat americký režisér Sam Peckinpah. Sergio Leone chtěl přestat točit westerny a soustředit se na to, o čem už dlouho snil – film Tenkrát v Americe. Peckinpaha však odmítli oba hlavní herci Coburn a Steiger, kteří souhlasili s hraním za snížený rozpočet pouze v případě, že film bude režírovat sám Leone. Kromě Peckinpaha uvažoval Leone také o tom, že by film režíroval Peter Bogdanovich, jehož první film Bersagli (Terče) italský režisér viděl, ale Bogdanovich odmítl kvůli neslučitelnosti jejich povah.

## Obsazení
Původně se uvažovalo, že roli Juana Mirandy ztvární Eli Wallach (který hrál už v předchozím Leoneho filmu Hodný, zlý a ošklivý postavu Tuca (ošklivého)), ale americká produkční společnost místo něj prosadila Roda Steigera, a to díky jeho nedávnému oscarovému ocenění za nejlepší mužský herecký výkon ve filmu Horká noc inspektora Tibbse. Toto rozhodnutí Wallacha velmi rozčílilo, přestože se mu italský režisér omluvil.
Rod Steiger se kvůli roli tři měsíce učil od jedné Mexičanky, aby se naučil kadenci a přízvuk španělského mluvčího, který se musí vyjadřovat v jiném jazyce. Aby neztratil svou kadenci, mluvil tak i v soukromém životě po celou dobu natáčení.
Do role Johna H. "Seana" Malloryho byl původně zvažován John Wayne, ale Leone ho později odmítl, protože ho považoval za nevhodného pro tuto roli a protože se domníval, že tak zvučné jméno v obsazení by mohlo příliš přesunout pozornost na Malloryho postavu. Pro roli Malloryho byl zvažován také Jason Robards, který s Leonem spolupracoval již v předchozím filmu Tenkrát na Západě, a to v roli Cheyenna.

## Umístění
Exteriéry se natáčely v údolí Almería ve Španělsku. Fasáda banky v Mesa Verde, kterou vytvořil Andrea Crisanti, je inspirována bankou Merchants' National Bank v Grinnellu ve státě Iowa, postavenou v roce 1914 podle návrhu architekta Louise Sullivana.

## Anachronismy
Ve scéně přepadení mostu používají Mallory a Miranda dva kulomety německé výroby, MG 08 a také MG 42, který v době mexické revoluce ještě neexistoval. Dalším anachronismem je vlajka IRA, kterou má Mallory v batohu. Film se odehrává v roce 1913, ale IRA vznikla až v roce 1916 po Velikonočním povstání spojením Irských dobrovolníků a Irské občanské armády Jamese Connollyho. V závěrečné scéně útoku na vlak s vojáky používají revolucionáři minomet Brixia model 35, který se v těchto letech rovněž nevyráběl.